# Joël Lautier
Joël Lautier (Scarborough, Ontario; 12 de abril de 1973) es un ajedrecista francés, Gran Maestro desde 1993 y candidato al título mundial en 1994. Lautier es considerado el primer francés (desde Alekhine y Tartakower) que se sitúa entre los mejores del mundo. Desde 2005 está retirado de la competición de alto nivel.

## Trayectoria
Lautier fue un jugador que desde muy joven llamó la atención, ya en los años ochenta en el círculo parisino Caïssa. En 1985, triunfó en el Campeonato del Mundo para menores de 12 años, realizado en Puerto Rico, superando a las prodigios húngaras Zsusza y Judit Polgár. Era el primer menor francés que conseguía un título mundial. Obtuvo más triunfos en el año de 1988, durante el Campeonato del Mundo Júnior, celebrado en Adelaida; a ese campeonato asistieron jugadores soviéticos de alto nivel, como Ivanchuk y Gelfand, consideradas como superestrellas mundiales, aunque su situación a lo largo del torneo no fue del todo favorable, venció en la partida contra el búlgaro Dimitrov, jugando la siciliana Najdorf. Con ello, a los 15 años de edad, se convirtió en el más joven campeón júnior del mundo entero. Consiguió el título de Gran Maestro, pero no obtuvo mayores éxitos sino hasta 1992. En 1990 fracasó al intentar obtener los primeros lugares en el torneo zonal de Lyon, pero remontó y consiguió el segundo lugar en Chaldiki (1992) y el primero en Pamplona (1992-1993). Después vino el torneo interzonal de Bienne, donde Lautier derrotó al ruso Dmitri Gurévich y clasificó para el encuentro de candidatos, sin embargo, fue derrotado en dicho torneo por el holandés Jan Timman.
Joël fue invitado al Torneo de Linares, donde se enfrentó por primera vez a Gari Kaspárov, y lo venció con negras. Terminó en el quinto puesto.
Kaspárov deseaba tomar la revancha, y tuvo la oportunidad en las Olimpiadas de Moscú, en el año de 1994; Lautier se volvió a enfrentar con Kaspárov en un torneo realizado al año siguiente en la ciudad de Ámsterdam; el torneo fue a doble ronda y enfrentó a personalidades como Topalov y Piket, además de Kaspárov y Lautier. En la primera ronda, Lautier empató contra Kaspárov, y en la segunda, triunfó; con ello consiguió ganar su primer gran torneo de categoría 18, por delante de Kaspárov. Se mantuvo como número uno francés hasta 1996.
Hoy en día, Lautier es reconocido por el análisis y el estudio profundo que realiza del juego.
- Datos: Q506473
- Multimedia: Joël Lautier / Q506473